# 今井利奈
今井 利奈（いまい りな、1997年11月10日 - ）は、日本の元女優、元タレントである。
東京都出身。以前の所属事務所はアイビィーカンパニー。
2020年3月31日、Twitterにて大学の卒業と就職を報告。

## 出演

### 舞台・ミュージカル
- 劇団四季ドリーミング（2009年） - 子役
- 劇団四季サウンド・オブ・ミュージック（2010年） - 次女：ルイーザ 役

### ダンスユニット
- ポピッ☆チュ!（2007年 - 2008年ごろ、CMやイベント活動など）